# Список глав государств в 60 году до н. э.
| 61 до н. э. ← Список глав государств по годам → 59 до н. э. |

## Азия
- Анурадхапура — Чора Нага, царь (62 до н. э. — 50 до н. э.)
- Армения Великая — Тигран II Великий, царь (95 до н. э. — 55 до н. э.)
- Армения Малая — Дейотар, царь (63 до н. э. — 47 до н. э., 44 до н. э. — 42 до н. э.)
- Атропатена — Ариобарзан I, царь (65 до н. э. — 56 до н. э.)
- Иберия — Фарнаваз II, царь  (63 до н. э. — 30 до н. э.)
- Индо-греческое царство — 
  - Дионисий, царь (в Восточном Пенджабе)  (65 до н. э. — 55 до н. э.)
  - Гиппострат, царь (в Западном Пенджабе)  (65 до н. э. — 55 до н. э.)
- Индо-скифское царство:
  - Мауэс, царь (ок. 85 до н. э. — ок. 60 до н. э.)
  - Вонон, царь (ок. 75 до н. э. — ок. 57 до н. э.)
- Иудея — междуцарствие  (63 до н. э. — 40 до н. э.)
- Каппадокия — Ариобарзан II Филопатр, царь (63 до н. э./62 до н. э. — 51 до н. э.)
- Китай (Династия Хань) — Сюань-ди (Лю Бинъи), император  (74 до н. э. — 49 до н. э.)
- Коммагена — Антиох I,  царь (70 до н. э./69 до н. э. — 40 до н. э.)
- Корея:
  - Махан — Янг, вождь (73 до н. э. — 58 до н. э.)
  - Пукпуё:
    - Кодумак, тхандже (108 до н. э. — 60 до н. э.)
    - Комусы, тхандже (60 до н. э. — 58 до н. э.)

  - Тонбуё — Хэбуру, ван (86 до н. э. — 48 до н. э.)
- Магадха (династия Кадва) — Бхумимитра, царь (ок. 66 до н. э. — ок. 52 до н. э.)
- Набатейское царство:
  - Ободат II, царь (62 до н. э. — 60 до н. э./59 до н. э.)
  - Малику I, царь (60 до н. э./59 до н. э. — 30 до н. э.)
- Осроена — Абгар II, царь (68 до н. э. — 53 до н. э.)
- Парфия — Фраат III, царь (70 до н. э. — 57 до н. э.)
- Понтийское царство — Фарнак II, царь (63 до н. э. — 47 до н. э.)
- Сатавахана:
  - Ламбодата, махараджа (78 до н. э. — 60 до н. э.)
  - Апилака, махараджа (60 до н. э. — 48 до н. э.)
- Харакена — Тирей II,  царь (ок. 79 до н. э./78 до н. э. — ок. 49 до н. э./48 до н. э.)
- Хунну:
  - Сюйлюй-Цюаньцюй, шаньюй (68 до н. э. — 60 до н. э.)
  - Воянь-Цюйди, шаньюй (60 до н. э. — 58 до н. э.)
- Элимаида — Камнаскир V,  царь (73 до н. э./72 до н. э. — ок. 46 до н. э.)
- Япония — Судзин, тэнно (император) (97 до н. э. — 29 до н. э.)

## Африка
- Египет — Птолемей XII Авлет, царь (80 до н. э. — 58 до н. э., 55 до н. э. — 51 до н. э.)
- Мавретания — Мастанесоса, царь (ок. 80 до н. э. — 49 до н. э.)
- Мероитское царство (Куш):
  - Навидемак, царь (ок. 70 до н. э. — ок. 60 до н. э.)
  - Аманихабале, царь (ок. 60 до н. э. — ок. 45 до н. э.)
- Нумидия:
  - Гиемпсал II, царь (88 до н. э. — 60 до н. э.)
  - Юба I, царь (60 до н. э. — 46 до н. э.)

## Европа
- Боспорское царство — Фарнак II, царь (63 до н. э. — 47 до н. э.)
- Дакия — Буребиста, царь (ок. 82 до н. э. — ок. 44 до н. э.)
- Ирландия — Конайре Великий, верховный король (110 до н. э. — 40 до н. э.)[1]
- Римская республика:
  - Квинт Цецилий Метелл Целер, консул (60 до н. э.)
  - Луций Афраний, консул (60 до н. э.)

## Галерея

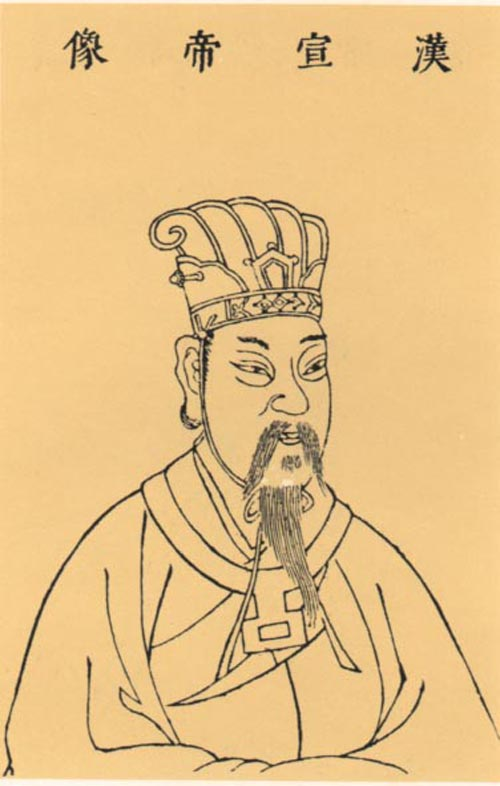
Сюань-ди 74 до н.э.— 49 до н.э. Император Китая
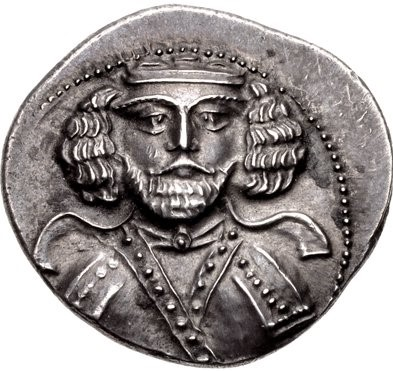
Фраат III 70 до н.э.— 57 до н.э. Царь Парфии
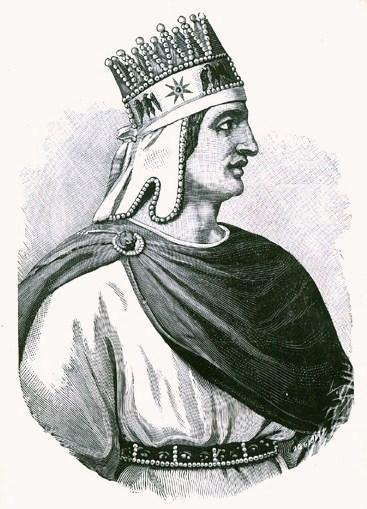
Тигран II Великий 95 до н.э.— 55 до н.э. Царь Армении
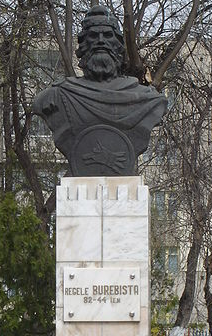
Буребиста 82 до н.э.— 44 до н.э. Царь Дакии
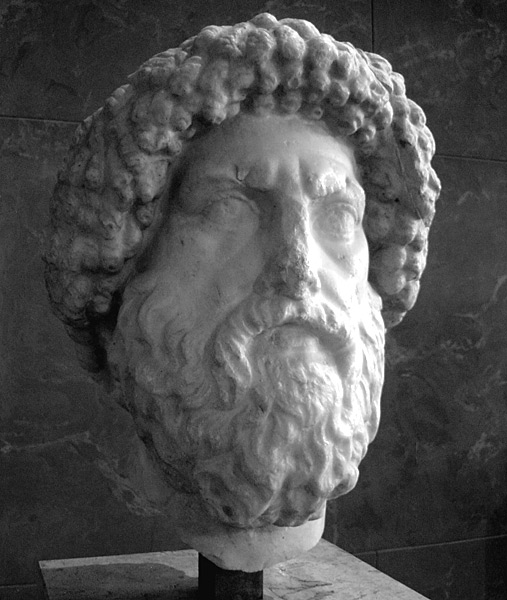
Юба I 60 до н.э.—46 до н.э. Царь Нумидии
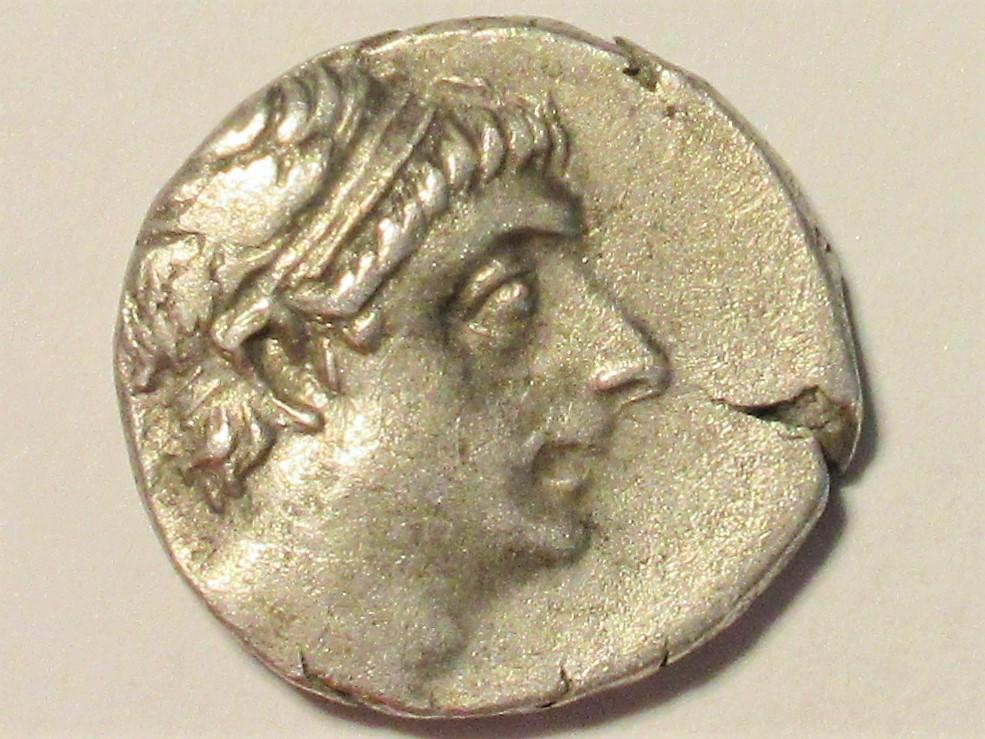
Ариобарзан II Филопатр 63/62 до н.э.—51 до н.э. Царь Каппадокии
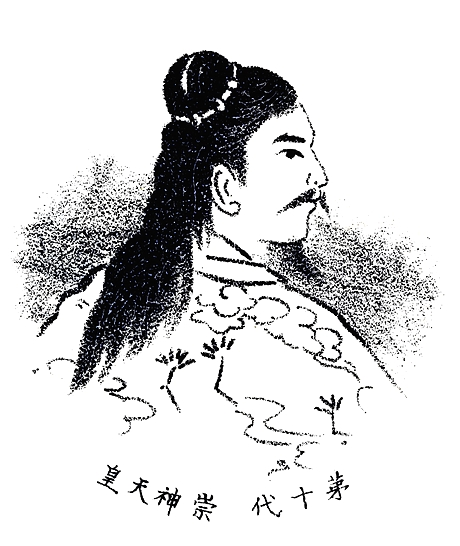
Судзин 97 до н.э.—29 до н.э. Император Японии